# (33098) 1997 YG7
1997 YG7 (asteroide 33098) é um asteroide da cintura principal. Possui uma excentricidade de 0.11570700 e uma inclinação de 13.00723º.
Este asteroide foi descoberto no dia 25 de dezembro de 1997 por Takao Kobayashi em Oizumi.